# Nime
Pour l’article ayant un titre homophone, voir Nîmes.
Nime, né Benabdelhamid Amine, est un graphiste, illustrateur, auteur de bande dessinée, caricaturiste et artiste peintre algérien né en 1985 à Oran. Il se montre critique envers le pouvoir en Algérie.

## Biographie
Benabdelhamid Amine, ou Nime de son nom d'artiste, est né en 1985 à Oran. Il est diplômé des Beaux-Arts, option sculpture[Où ?][Quand ?].
Il collabore à Faynouk, périodique de bande dessinée, ainsi qu'à El Watan. En parallèle, il illustre des contes pour enfants et exerce pour certaines agences de création graphique et de publicité. En 2009, il entre en résidence artistique à Angoulême et développe le projet « Anecdotes » sur la société algérienne. En 2013, il ouvre sa propre agence de communication graphique. Il est également peintre.
Nime est l'auteur du blog Dans ma bulle. 
Nime se montre critique envers le pouvoir en Algérie. En 2019, il réalise deux illustrations irrévérencieuses envers le pouvoir algérien : les tableaux L'Élu et Jusqu'au bout. Ces œuvres lui valent d'être arrêté, condamné à un an de prison avec sursis (dont trois mois ferme) et incarcéré ; son matériel est confisqué. Libéré en janvier 2020, il reçoit le prix Couilles au cul, en hommage à son courage artistique, lors du Off du off du Festival d'Angoulême 2020.
En juillet 2021, Nime publie sur les réseaux sociaux la bande dessinée Le déménagement, qui annonce son exil en France.

## Prix et distinctions

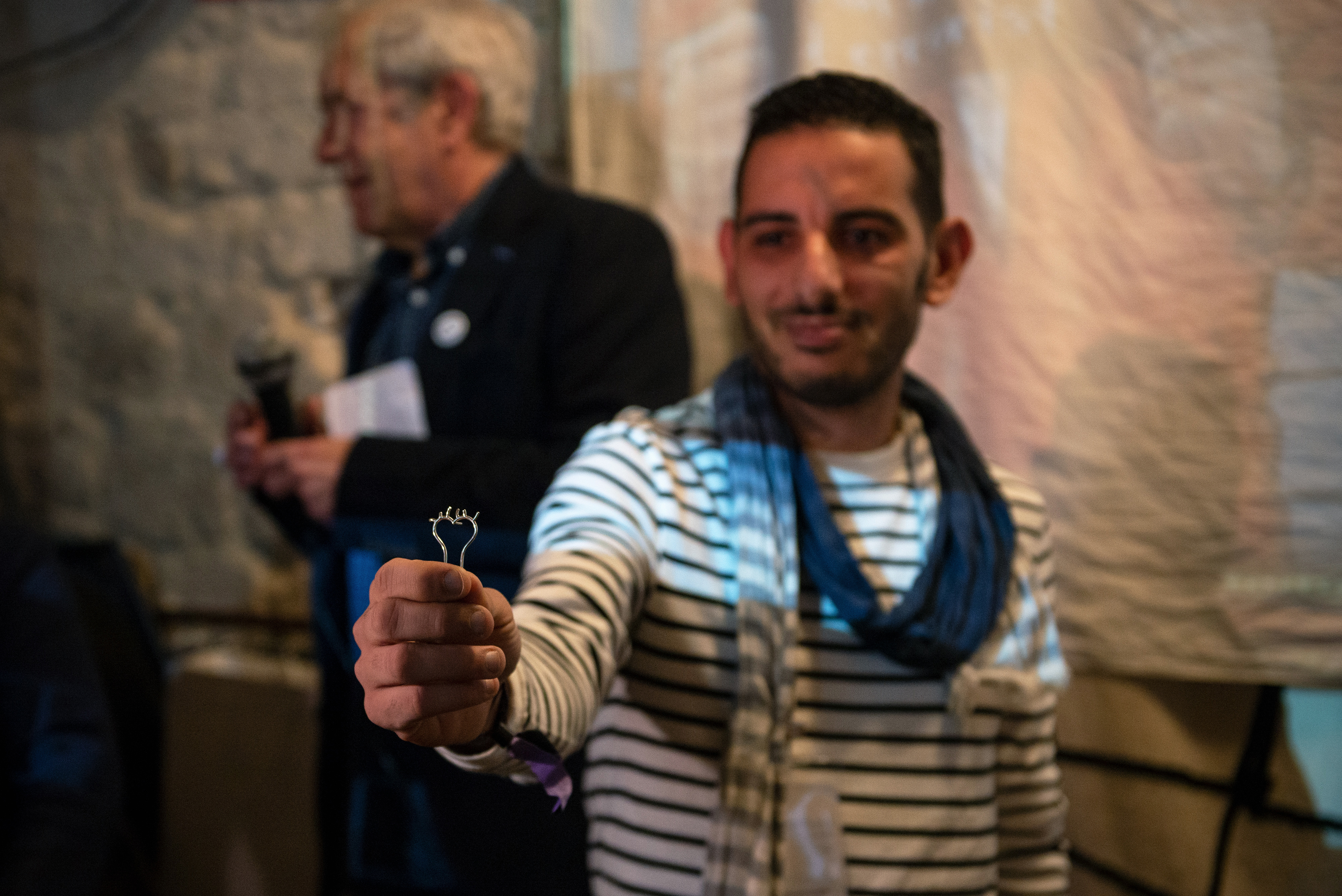
Nime avec le prix Couilles au cul en marge du Festival d'Angoulême 2020

- 2020 : prix Couilles au cul du courage artistique[4]

### Documentation
- Didier Pasamonik, « Algérie: un an de prison dont trois mois ferme pour le dessinateur de BD Nime », sur Actua BD, 12 décembre 2019
- Christophe Levent, « BD : Nime, des prisons algériennes au festival d’Angoulême », Le Parisien,‎ 1er février 2020 (lire en ligne)
- Jaime Bonkowski de Passos, « Nime (Prix « Couilles au cul » du courage artistique 2020) : "La véritable prison, c’est d’être incapable de dessiner librement" », sur Actua BD, 1er février 2020
- Valentine Costantini, « L’exil en images de Nime, dessinateur algérien », sur ActuaLitté, 19 juillet 2021